# As Long as I Love
As Long as I Love är ett samlingsalbum av Dolly Parton, släppt i april 1970.
Albumet innehåller då tidigare olanserade låtar som Dolly Parton spelade in hos Monument, ett skivmärke hon lämnade 1967 efter bara ett album, för att skriva på för RCA. Varken Dolly Parton eller Monument gjorde mycket för att marknadsföra albumet, och det blev inga listplaceringar, troligtvis på grund av tävlan från Dolly Partons samtida skivbolag RCA där hon släppte The Fairest of Them All, samt duettalbumet Porter Wayne and Dolly Rebecca med Porter Wagoner.

## Låtlista
1. "Why, Why Why" (Dolly Parton)
2. "I Wound Easy" (Bill Owens)
3. "I Don't Want You Around Me Anymore" (Parton)
4. "Hillbilly Willy" (Parton)
5. "This Boy Has Been Hurt" (Parton, Owens)
6. "Daddy Won't Be Home Anymore" (Parton)
7. "As Long As I Love" (Parton)
8. "A Habit I Can't Break" (Owens)
9. "I'm Not Worth The Tears" (Parton)
10. "I Don't Trust Me Around You" (Owens)
11. "I Couldn't Wait Forever" (Parton)
12. "Too Lonely Too Long" (Parton)

## The World och Dolly Parton andra återlanseringar
1972 återlanserades det med Hello, I'm Dolly som "The World of Dolly Parton", skiva 1 och 2.  Skiva 1 innehöll hela låtlistan för Hello, I'm Dolly, och skiva 2 hela låtlistan för "As Long As I Love".  
1975 återlanserades samlingen som Hello, I'm Dolly / As Long As I Love, och 1978 släppte Monument In the Beginning, ett enda album av utvalda Dolly Parton-låtar från skivbolaget.